# Upplands runinskrifter 382
Upplands runinskrifter 382 är en vikingatida runsten av röd sandsten som funnits i Mariakyrkan, Sigtuna och Sigtuna kommun. U 382 har förmodlingen aldrig varit inmurad i kyrkan utan förvarats i sakristian. Stenen köptes in till SHM 1888, men är deponerad i Sigtuna museum.

## Inskriften
Translitterering av runraden:
...-r ' li- r-... ... ...--ʀ ...u(r) ' sun kunars ' i ' risny suain risti
Normalisering till runsvenska:
... le[t] r[æisa] ... [æfti]ʀ ... sun Gunnars i ʀisnøy. Svæinn risti.
Översättning till nusvenska:
... lät resa ... efter ... Gunnars son i Risne. Sven ristade.